# Беной (Ножай-Юртовский район)
Бено́й (чечен. Бена) — село в Ножай-Юртовском районе Чеченской Республики. Административный центр Бенойского сельского поселения.

## География
Село расположено на правом берегу реки Бенойясси, в 23 км к юго-западу от районного центра Ножай-Юрт и в 90 км к юго-востоку от города Грозный.
Ближайшие населённые пункты: на севере — село Гуржи-Мохк, на северо-востоке — село Денги-Юрт, на востоке — село Ожи-Юрт, на юге — село Корен-Беной, на юго-западе — село Беной-Ведено и на западе — село Пачу.
В селе расположена Бенойская центральная мечеть.

## История

### В древности
В селе был обнаружен песчаниковый желобчатый топор, датируемый III тысячелетием до нашей эры.

### XIX век
В 1860—1861 годах царская политика в местности Беной стала причиной чеченского восстания.

### XX век
В 1944 году после выселения чеченцев, и упразднения Чечено-Ингушской АССР, селение Беной было переименовано в Ичичали и заселён выходцами из Ичичали Гумбетовского района Дагестана.
После восстановления Чечено-Ингушской АССР в 1958 году населённому пункту было возвращено его прежнее название — Беной, а выходцы из Дагестана были переселены обратно.

## Население
| 1990 | 2002  | 2010  |
| ---- | ----- | ----- |
| 1527 | ↗2389 | ↘1216 |

## Известные уроженцы
- Байсангур Беноевский — чеченский полководец XIX века.